# Pregão (oficial)
Pregão (em latim: praecon; plural: praecones), na Roma Antiga, era um oficial com função de anunciador ou arauto. Foi uma das quatro classes de aparidores, os atendentes dos magistrados que foram pagos do tesouro público. Dentre suas funções estava ordenar silêncio nas assembleias públicas, anunciar o momento, lugar e condições da venda em leilões, convocar o acusador e acusado em julgamentos, convidar o povo a assistir e proclamar os vitoriosos em jogos públicos, chamar uma a uma das centúrias na assembleia para dar seus votos, pronunciar o voto de cada uma delas e chamar os nomes daqueles que foram eleitos, recitar leis que foram aprovadas, convidar o povo para participar de funerais solenes, clamar e procurar por coisas perdidas e, às vezes, transmitir os comandos dos magistrados para os lictores.
O ofício dos pregões, chamado precônio (praeconium), aparentemente, de acordo com as evidências documentais, foi considerado como bastante vergonhoso. Na época de Cícero, foi aprovada uma lei que prevenia aqueles que foram pregões de se tornarem decuriões nos municípios. Entretanto, sob os primeiros imperadores, o ofício tornou-se muito rentável, em parte devido aos subornos recebidos dos pretendentes.